# آما، نپال
آما، نپال (به لاتین: Aama, Nepal) در نپال با جمعیت ۳٬۴۵۶ نفر است که در lumbini zone واقع شده‌است.